# 마쓰다 3
마쓰다 3는 2003년부터 일본의 자동차 제조사 마쓰다에서 패밀리아의 후속 차종으로 생산 및 판매 중인 준중형 자동차이다.

## 1세대

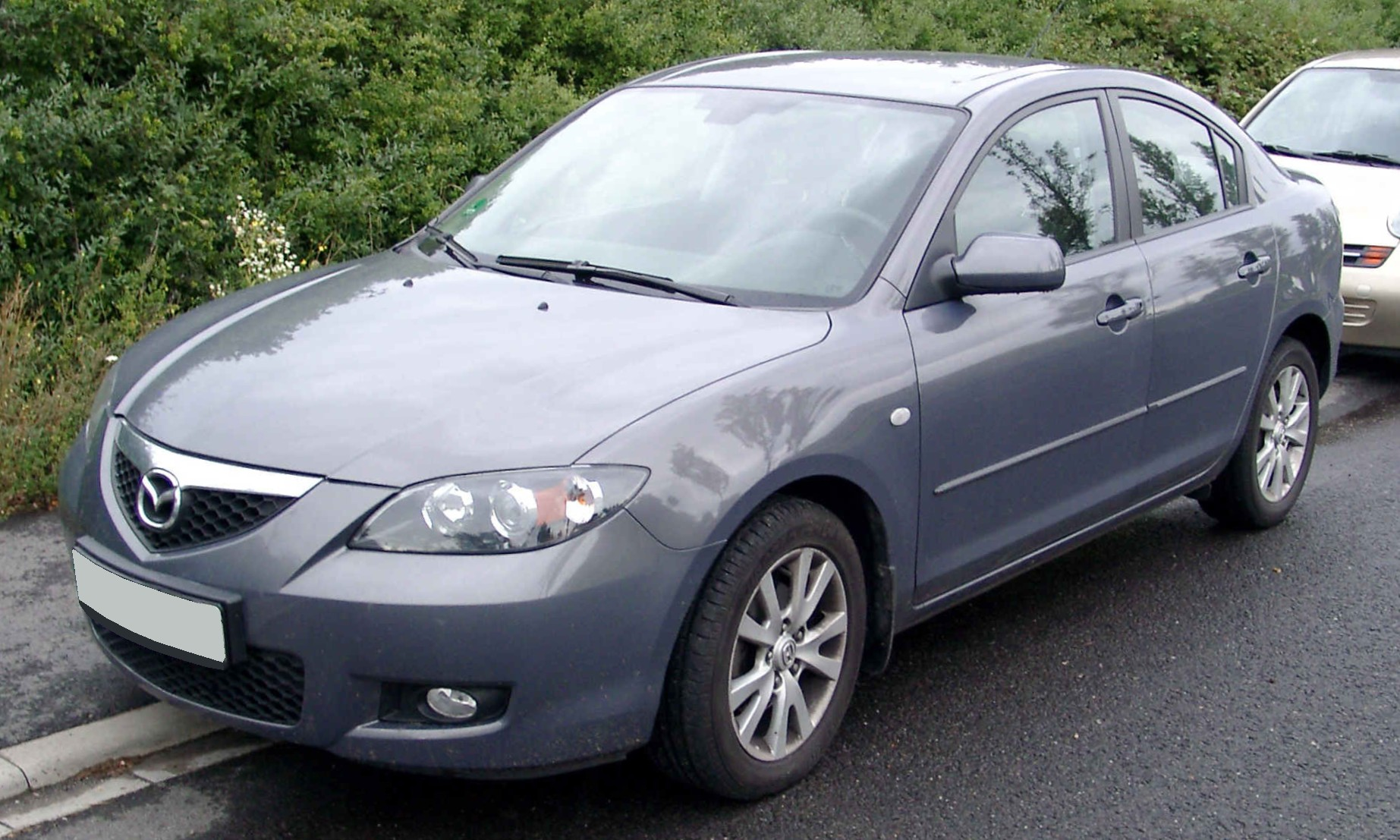
3 정측면

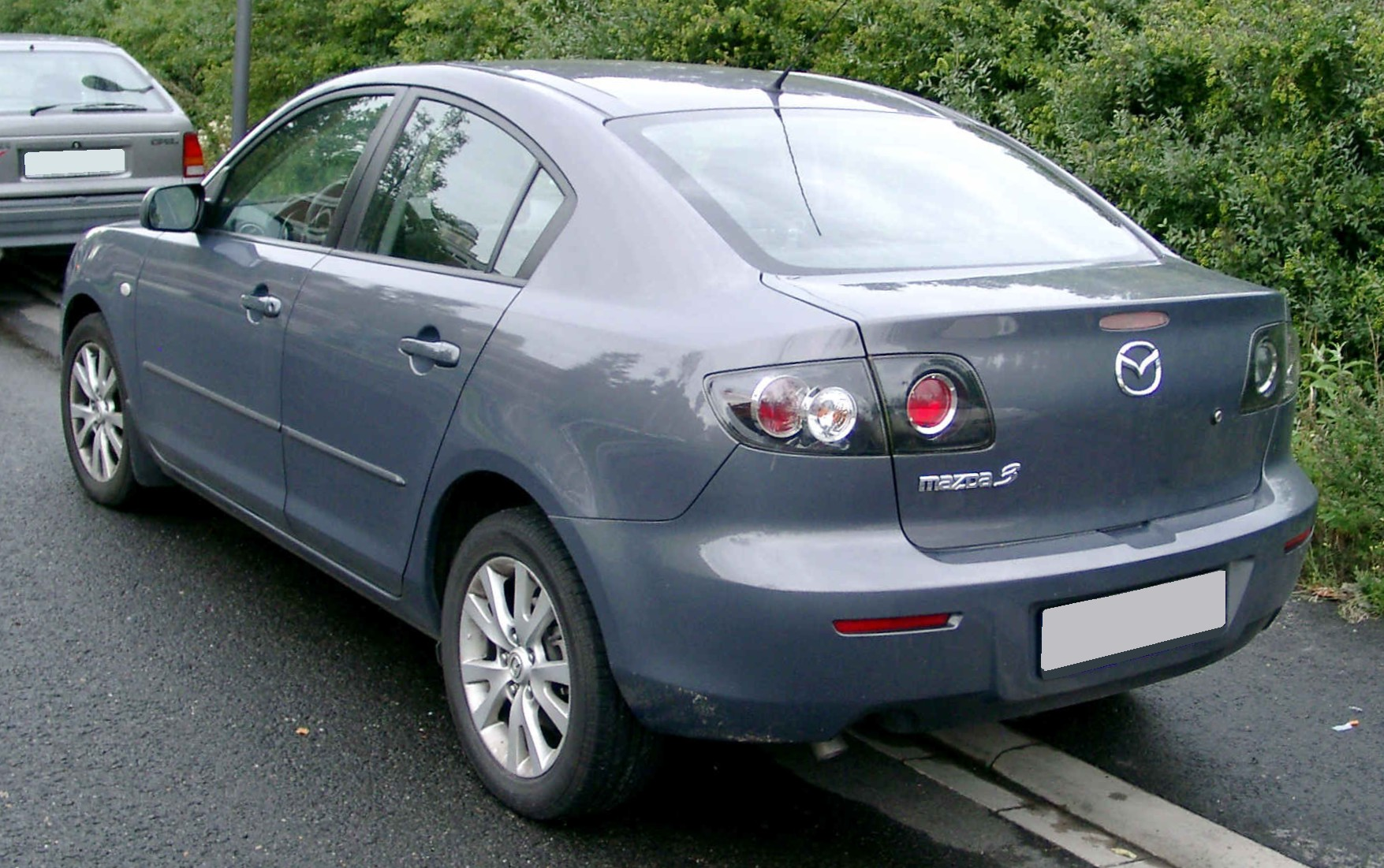
3 후측면

2003년에 이전까지 써오던 패밀리아의 이름을 버리고, 일본 시장에서는 악셀라, 해외에서는 323에서 첫 숫자를 딴 3으로 출시되었다. 당시 같은 소속이 된 포드 포커스, 볼보 S40과 플랫폼을 공유하는 유럽 시장 지향의 C세그먼트 차량으로 설계되었다. 마쓰다스피드 버전의 핫해치 모델도 추가되었다. 악셀라/3은 일본은 물론 주행 감각을 중시하는 유럽에서도 높은 평가를 받았으며, 비록 2위가 되었지만 2004년 유럽 올해의 차에 폭스바겐 골프와 함께 오르기도 했다.(1위는 피아트의 뉴 판다가 차지하였다.) 2005년에는 해외 시장 수요를 충당하기 위해 증산을 개시하였으며, 2006년 8월에는 국내 생산 대수 누계 100만 대를 달성하였다.

## 2세대

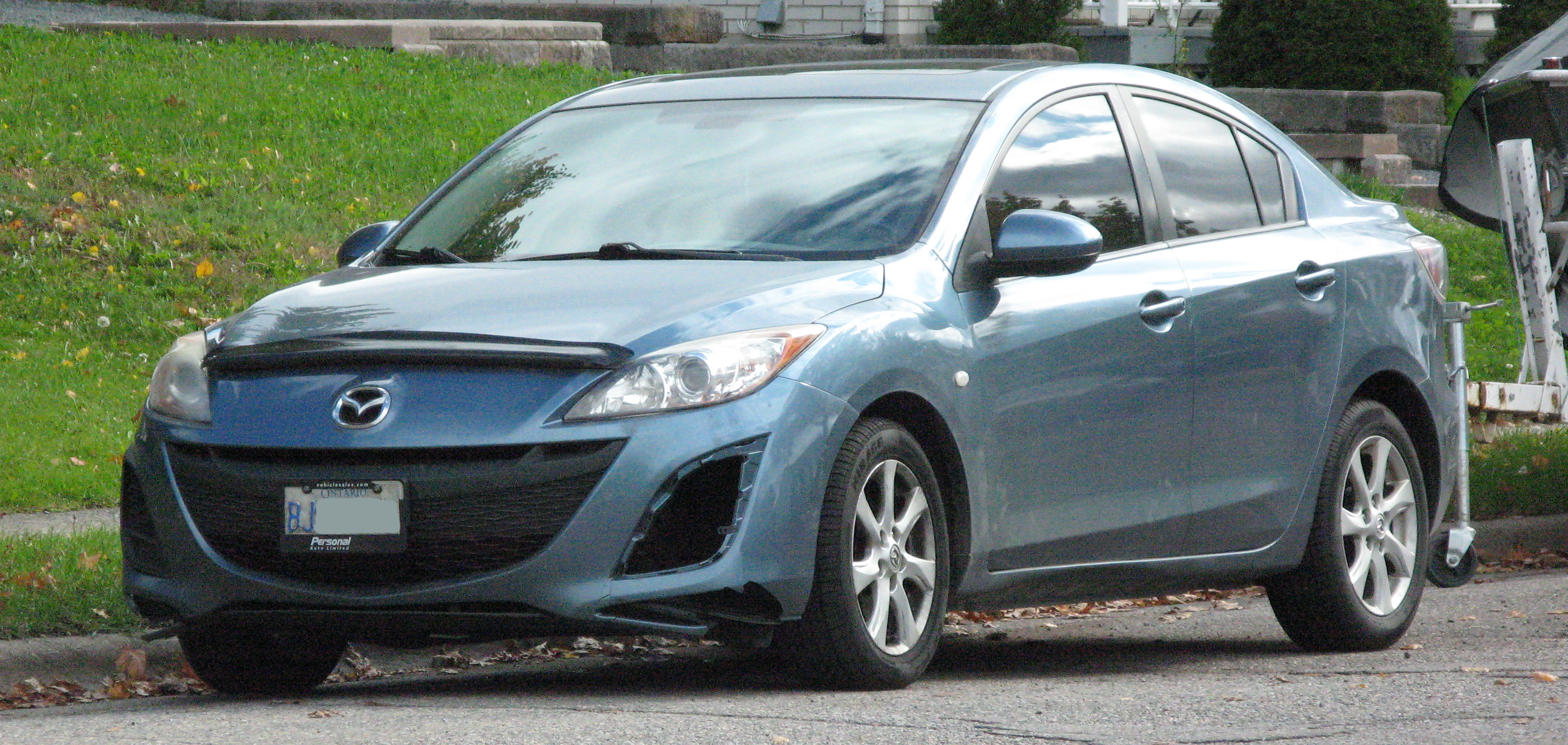
3 정측면

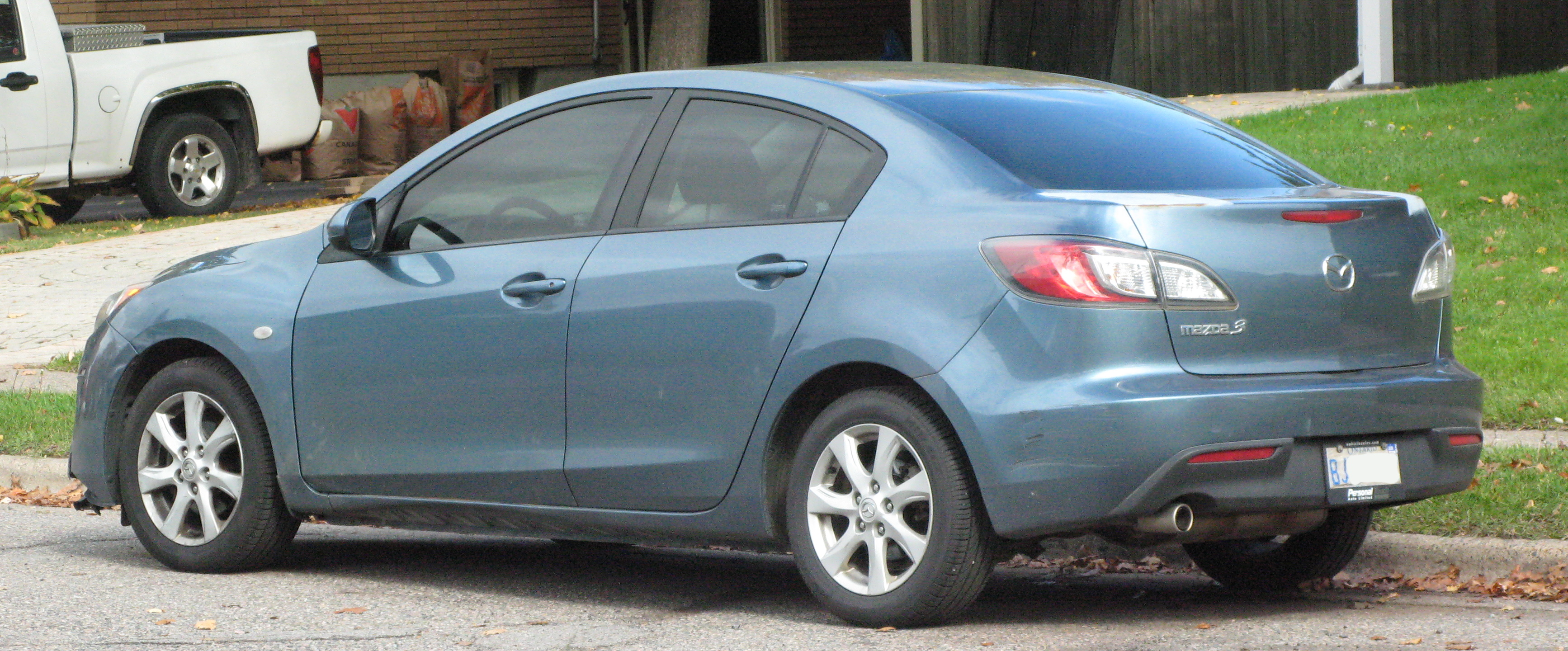
3 후측면

2008년 미국의 로스엔젤레스에서 세단이, 이탈리아 볼로냐에서 해치백이 공개되었다. 마쓰다의 한 층 바뀐 패밀리룩을 적용해 전 세대보다 개성 넘치는 디자인이 돋보였으며, 개발 컨셉은 다시 고객의 기대를 넘는다였다. 일본에서의 월간 목표 판매 대수는 세단과 해치백, 고성능 사양인 마쓰다스피드 악셀라를 포함해 2000대로 정하였다. 이전처럼 일본과 유럽, 북미에서 인기를 끌었으나, 특히 호주 시장에서는 2011년부터 2년 연속 판매량 1위를 달성하는 등 압도적인 인기를 구가했다. 일본 내수용 2.0L 전륜구동 사양에 아이들링 스톱 시스템인 i-stop이 적용되었고, 1.5L 사양에 CVT가 추가되어 연비가 높아졌다. 그리고 해외 시장에서는 1.6L, 2.0L, 2.2L 디젤 엔진 외에도 아텐자에 적용된 2.5L 엔진도 추가되었다.

## 3세대

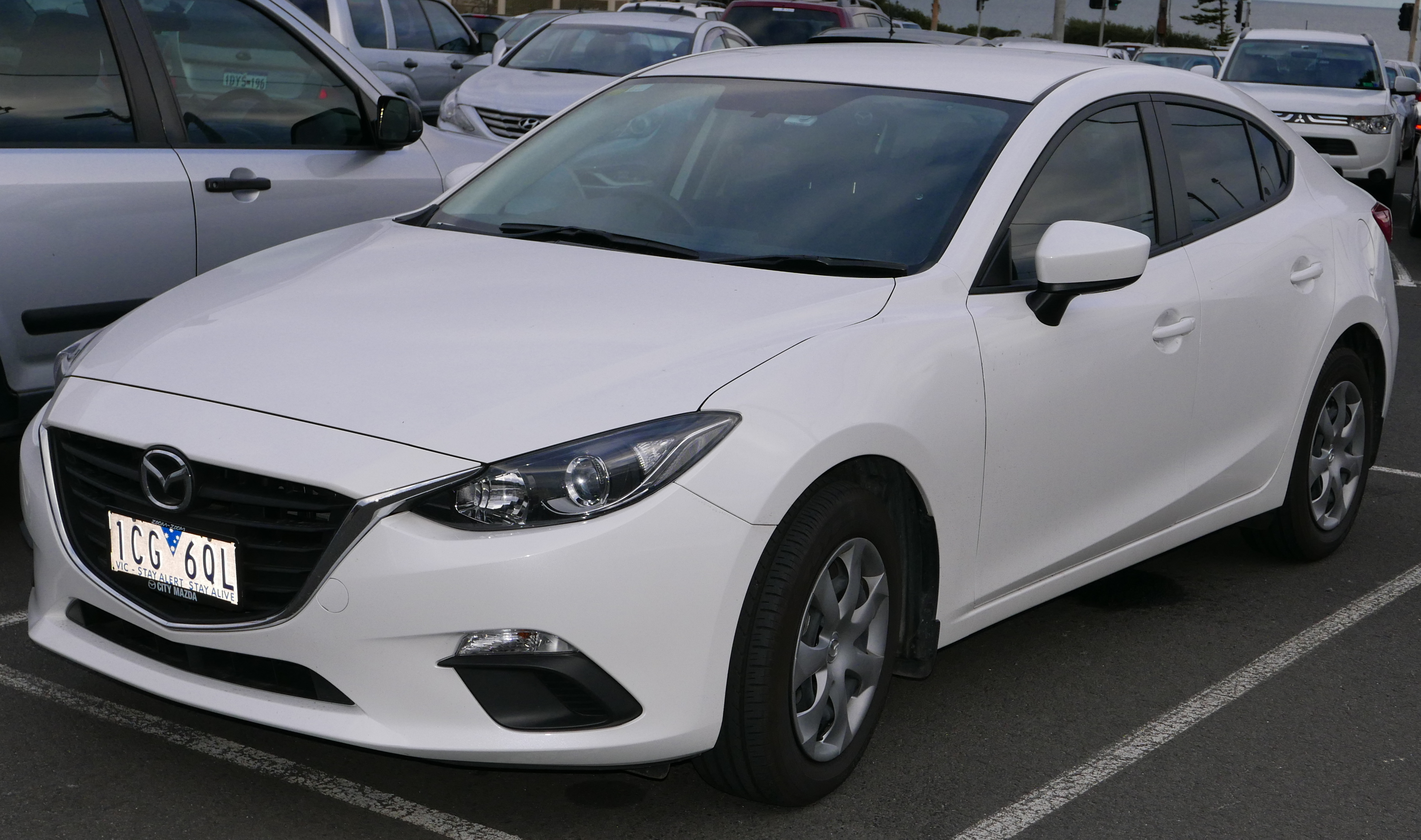
3 정측면

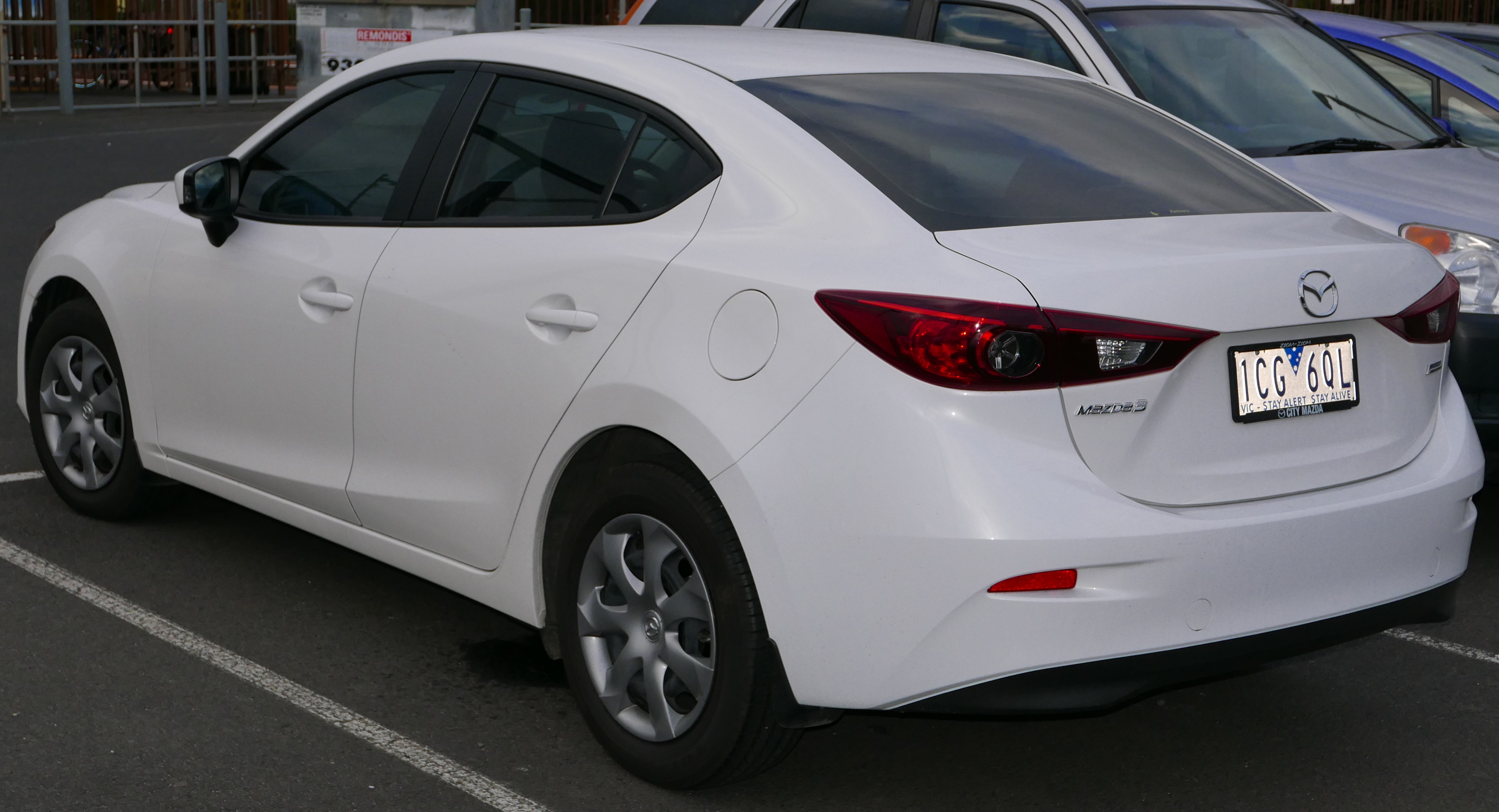
3 후측면

2013년 6월에 뉴욕, 런던, 멜버른, 상트페테르부르크, 이스탄불에서 공개되었고 일본에서는 동년 11월에 출시되었다. 생산 공장도 일본 호후 공장 외에도 중국, 태국, 멕시코에서 생산되었다. 마쓰다의 새로운 디자인 테마인 「혼동」을 적용해, C세그먼트 차량임에도 다이나믹하고 생명감 있는 움직임을 표현하였고, 전면부는 낮게 낮춰 금속 덩어리를 깎아낸 것 같은 중후한 스타일의 시그니처 윙이 적용되었다. 그리고 마쓰다 차종 최초로 카 커넥티비티 시스템인 마쓰다 커넥트를 적용하였다. 그리고 2세대 후기형부터 적용된 SKYACTIVE TECHNOLOGY가 엔진과 트랜스미션을 넘어 바디와 섀시까지 전면 적용되었다. 그리고 마쓰다 차량 최초로 세단 모델에 하이브리드 사양이 발매되었다. 1세대부터 등장한 운전교습차 사양은 3세대를 마지막으로 단종되었고, 단종 후에는 태국에서 역수입한 데미오 세단을 기반으로 개조한 교습 차량이 새로 출시되었다. 또한 스포츠 해치백이란 명칭으로 판매되었던 해치백 모델은 패스트백으로 바뀌었다.

## 4세대

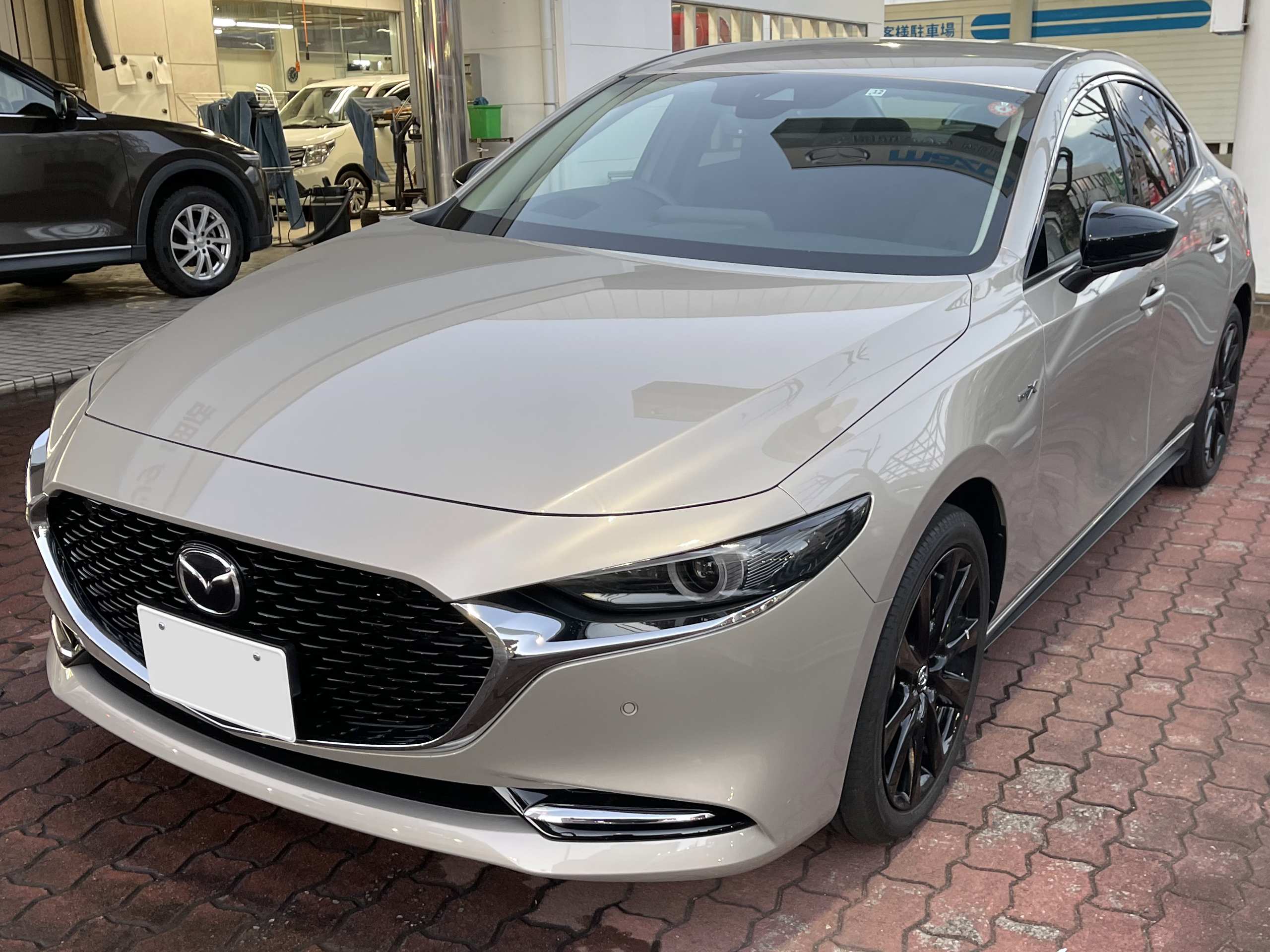
정측면

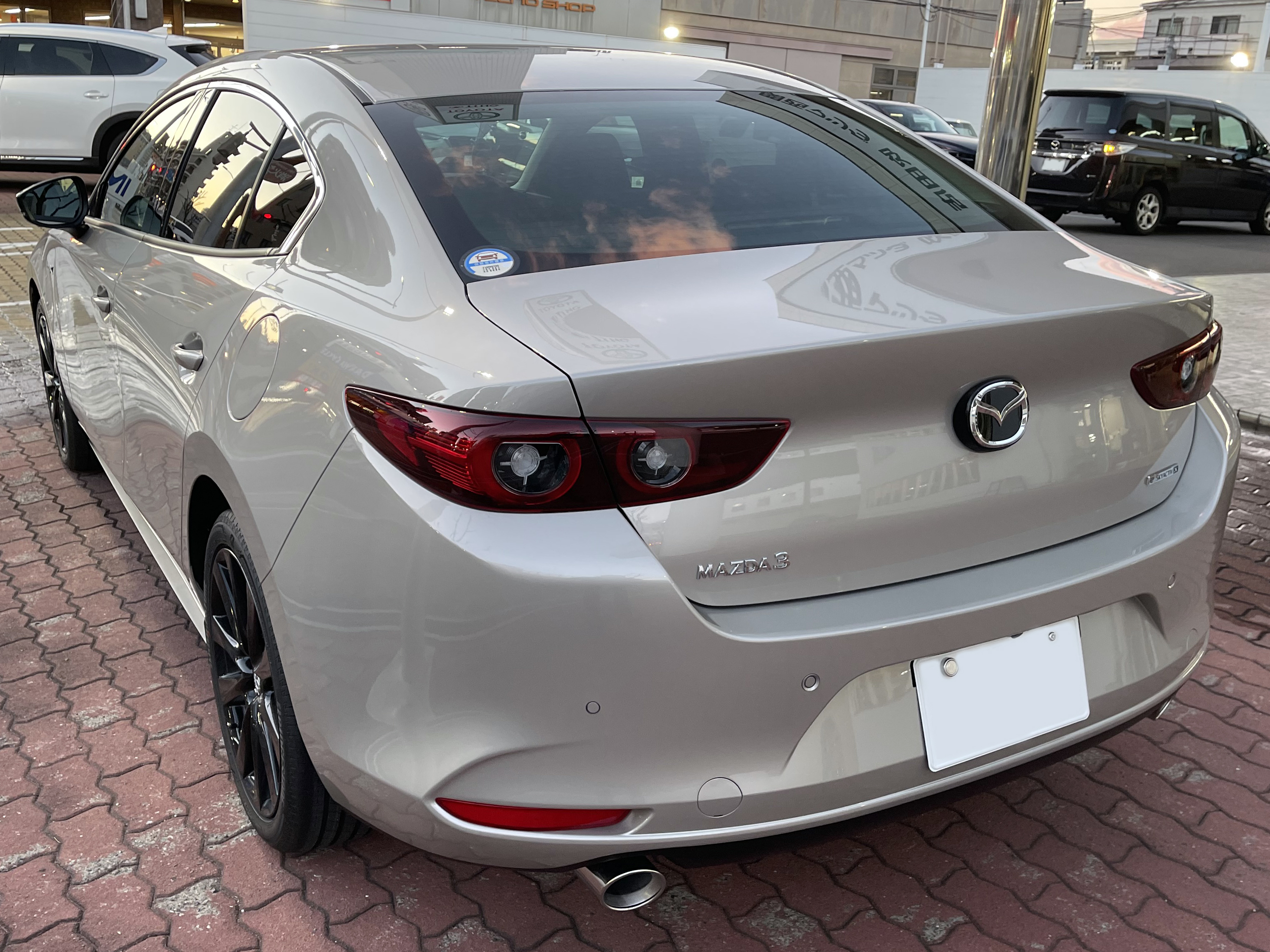
후측면

2018년 11월 28일에 세계 최초로 공개되었으며, 동년에 미국 로스엔젤레스 모터쇼, 이듬해 일본 도쿄 오토 살롱에서도 선보였다. 일본에서는 2019년 5월 24일부터 판매되었으며, 기존의 악셀라 명칭 대신 해외 시장처럼 3으로 통일하였다. 또한 스포츠 해치백이란 명칭으로 판매되었던 해치백 모델은 패스트백으로 바뀌었다. CX-5부터 시작된 혼동 디자인을 심화시켰으며, 마쓰다의 차세대 상품군의 제1탄으로 도약하였다. 전 세대와는 다르게 불필요한 선들은 대거 정리했으며, 세단은 「늠름한 성장성」이라는 디자인 테마를 전제로 전후면 펜더에 캐릭터 라인을 넣어 수평 기조를 강화했고 해치백은 「색기 있는 덩어리」를 전제로 해 곡면의 억양만으로 동물 하반신의 큰 덩어리를 표현하였다. 일본 시장용 모델의 엔진은 SKYACTIV-G 1.5와 2.0, SKYACTIV-D 1.8과 SKYACTIV-X 2.0이 탑재되며 변속기는 6단 자동변속기와 해치백 한정으로 6단 수동변속기가 제공된다. 안개등은 이 세대부터 삭제되었다.